# Skolefobi
Skolefobi (også kaldet skolevægring eller scolionofobi) er angst for at gå i skole. Symptomerne for skolefobi er et intenst ubehag ved og derfor modvilje mod at gå i skole, og kan medføre mavepine, kvalme, hovedpine eller vejrtrækningsbesvær.
Skolefobi handler typisk om ting i skolen, som virker overvældende (såsom mobning, sociale udfordringer, voksensvigt eller faglige vanskeligheder), eller (meget sjældent!) om ting i hjemmet, man ikke vil væk fra. Behandlingen består især i at tilrettelægge barnets tilbagevenden på denne måde: Ét lille skridt ad gangen, og til rammer i skolen, hvor det, der udløste reaktionen, er blevet bragt i orden (nedtonet eller fjernet). Nogle gange er der behov for at supplere med terapi, og i visse tilfælde med medicin.
Skolefobi, der ikke bliver håndteret hurtigt og rigtigt, udvikler sig drastisk til det værre - ikke mindst, fordi barnet oplever en lettelse, når det er holdt helt op med at gå i skole, som står i modsætning til barnets stadig mere angstfyldte oplevelser af skolegang. Det hjælper ikke at lægge pres på forældrene om at tvinge barnet i skole - det vil kun gøre ondt værre.
Skolefobi rammer typisk 1-5% af børn i løbet af deres skoletid. For autismeramtes vedkommende er risikoen helt oppe på 43%, og normalt forudsætter en tilbagevenden til skolegang i disse tilfælde, at der først sker en omplacering til et autismerettet skoletilbud.